# Nullor

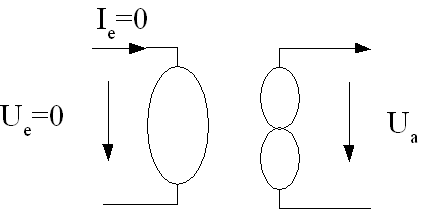
Symbol des Nullors

Als Nullor bezeichnet man in der Theorie der elektrischen Netzwerke ein Zweitor, das aus einem Nullator am Eingang und einem Norator am Ausgang besteht. Die Bezeichnung wurde von H.J. Carlin 1965 geprägt.
Zur klassischen Beschreibung als Zweitor existiert nur die Kettenmatrix A, deren Parameter alle null sind, weshalb der Nullor keine definierte Eingangs- bzw. Ausgangsimpedanz besitzt:
{\displaystyle {\begin{pmatrix}U_{e}\\I_{e}\end{pmatrix}}={\begin{pmatrix}0&0\\0&0\end{pmatrix}}\cdot {\begin{pmatrix}U_{a}\\I_{a}\end{pmatrix}}}
Das Konzept eines Nullors ergibt nur einen Sinn im Zusammenhang mit einem externen Gegenkopplungs-Netzwerk, durch welches die sich ergebenden Ströme und Spannungen definiert werden. Die Ausgangsspannung Ua bzw. der Ausgangsstrom Ia wird dann durch den Nullor so bestimmt, dass durch das externe Rückkopplungsnetzwerk die Eingangsspannung Ue und der Eingangsstrom Ie 0 werden.
Der Nullor ist ein theoretisches Modell, mit dessen Hilfe ein idealer Operationsverstärker im linearen Bereich beschrieben werden kann. Dazu legt man einen der beiden Norator-Anschlüsse auf einen Bezugspunkt (Masse), der im Operationsverstärker-Symbol vernachlässigt wird. Die übrigen drei Anschlüsse modellieren dann den idealen Operationsverstärker, dessen Verhalten ebenfalls von einer externen Gegenkopplung bestimmt wird. Dieser idealisierte Operationsverstärker hat, wie der Nullor selbst, keine definierten Eingangs- und Ausgangsimpedanzen und kann daher als Modell für alle unterschiedlichen Varianten eines Operationsverstärkers herangezogen werden.